# أفكار (اسم)
أَفْكَار هو اسم علم مؤنث من أصل عربي، جاء الاسم على صيغة الجمع (المفرد: فكرة)، ومعناه هو ما يتردَّد على الخاطر من آراء بالتأمل والتدبر.